# Klemens Swoboda
Klemens Swoboda (ur. ok. 1853, zm. 28 lutego 1928 w Czerniowcach) – polski duchowny rzymskokatolicki.
Przez całe życie pracował jako kapłan na Bukowinie. Sprawując urząd proboszcza w Gurahomorze na przełomie XIX/XX wieku, w 1901 został mianowany inspektorem okręgowym dla szkół polskich w okręgu szkolnym w Gurahomora, a w 1902 został dziekanem suczawskim. Później był prałatem i dziekanem w Radowcach.
Od 1921 do 1928 był proboszczem parafii Podwyższenia Krzyża Świętego w Czerniowcach. W 1921 został także mianowany wikariuszem generalnym dla Bukowiny (zarządca Bukowiną w zastępstwie Biskupa Ordynariusza), komisarzem dla spraw szkolnych oraz inspektorem nauki religii w szkołach średnich. Po dwóch wzgl. trzech latach jako ksiądz infułat zrzekł się tego urzędu.
W 1899 otrzymał przywilej noszenia rokiety i mantoletu. W 1902 został odznaczony papieskim orderem Pro Ecclesia et Pontifice, w 1907 Krzyżem Komandorskim Orderu Korony Rumunii.
Zmarł 28 lutego 1928 w Czerniowcach w wieku 75 lat. Został pochowany na terenie parafii czerniowieckiej.